# Violinsonate Nr. 6 (Beethoven)
Die Violinsonate Nr. 6 in A-Dur, op. 30 Nr. 1 ist eine Sonate für Violine und Klavier von Ludwig van Beethoven.

## Entstehung
Die Violinsonate op. 30,1 entstand gemeinsam mit den beiden anderen Violinsonaten des op. 30, der Nr. 7 in c-Moll op. 30 Nr. 2 und der Nr. 8 in G-Dur op. 30 Nr. 3, im Jahr 1802.

## Zur Musik
Wie in den vergangenen Violinsonaten zeigt Beethoven in den Sonaten op. 30 das auch für sein Gesamtschaffen typische Streben nach Weiterentwicklung, die einerseits im spieltechnischen Anspruch und andererseits in einer weiterentwickelten Verflechtung der kompositorischen Ebenen zum Ausdruck kommen.
Die drei Violinsonaten op. 30 sind gleichermaßen angelegt wie die drei Klaviersonaten des wenig später veröffentlichten op. 31: in beiden Fällen wird ein ausdrucksvolles Musikstück in Moll von zwei  umrahmenden, leichteren Stücken in Dur begleitet.

### 1. Satz: Allegro
Durch die Stimmung des Hauptthema und das Seitenthema bekommt der Satz schwärmerischen Charakter. Das ab Takt 34 einsetzende Seitenthema ist ein Walzer.
Durch die Modulationen des Satzes, die durch dessen Tonartenfolge erforderlich wurden, machte der Satz auf die Rezipienten einen zerklüfteten Eindruck. Er »zerbröckelt«, so Beethoven-Forscher Alexander Wheelock Thayer, »in zu viele gegen einander abgeschlossene kleine Sätzchens [...]. Trotz aller aufgewandten Kunst und alles fein empfundenen Detail bleibt der Gesamteindruck der eines mosaikartigen Zusammensetztens der ganzen Sonate.«

### 2. Satz: Adagio molto espressivo
Der zweite Satz enthält intensive Kantilenen und wird in den Wiederholungen des Themas durch Variationen verdichtet sowie um kontrapunktische Stimmen ergänzt. Die von punktierten Rhythmen des Klaviers begleitete, dahingleitende Melodie der Violine erinnert an die Anlage des zweiten Satzes in Beethovens Sinfonie Nr. 4.

### 3. Satz: Allegretto con variazioni
Der ursprünglich für diese Violinsonate komponierte Satz wurde im Nachhinein zum Finale der Violinsonate Nr. 9, A-Dur op. 47, der „Kreutzersonate“. Durch das nun vorhandene, von Beethoven nachträglich komponierte Finale mit sechs Variationen wirkte die Violinsonate op. 30,1 auf die Kritiker wegen der Verschiedenartigkeit der einzelnen Sätze inhomogen. Man beachte dazu jedoch auch die Angaben zur „Kreutzersonate“ unter „Tonart“, wo der österreichische Komponist und Musiktheoretiker Gerhard Präsent der Meinung ist, dass die Übernahme des Finales von op. 30 Nr. 1 in die Kreutzersonate kompositorische Absicht war – und nicht einer lange vermuteten Zeitnot entsprang.
In der Entwicklung der Variationen setzt erst in der fünften Variation durch einen Wechsel in Takt und Tempo eine neue Stimmung ein, die sich in die Coda fortsetzt.

## Wirkung
Die Violinsonaten op. 30 erschienen im Jahr 1803 und waren dem russischen Zaren Alexander I. gewidmet, der dies während des Wiener Kongresses mit einer Zahlung von 100 Dukaten an Beethoven entlohnte.
Die Sonate op. 30,1 wurde in der Rezension der Leipziger „Allgemeinen musikalischen Zeitung“ als etwas »Alltägliches« bezeichnet. Nach Meinung des Rezensenten biete Beethoven im ersten Satz »nicht den schönen Fluss von Gedanken, den man so vorzüglich in seinen spätern Arbeiten antrifft«, während hingegen der mittlere Satz »eines seiner schönen, im melancholischen Charakter fest durchgehaltenen Adagio, ganz den besten Beethovenschen würdig« sei. Der Finalsatz wiederum sei »nicht ganz gelungen«.
Beethoven wiederum schrieb angesichts dieser Kritik an seinen Verleger Hoffmeister über »die Leipziger Ochsen«, man solle sie nur reden lassen, da sie »gewiss niemand durch ihr Geschwätz unsterblich machen [werden], so wie sie auch niemand die Unsterblichkeit nehmen werden.«.